# Zona montană din România
Zona montană din România este o denumire dată de specialiști din instituțiile oficiale ale României (Guvernul României, Academia Română etc.) regiunilor muntoase ale țării și ale unităților administrativ-teritoriale (UAT-urilor) aflate pe suprafața acestora în scopul identificării necesităților specifice de dezvoltare economică (agricultură, turism) și de protecție a ecosistemelor.

## Descriere
Munții Carpați se întind pe teritoriul a șapte state:
1. România 51%;
2. Slovacia 17%;
3. Ucraina 11%;
4. Polonia 10%;
5. Ungaria 4%;
6. Serbia 4%
7. Cehia 3%.

Zona montană din România acoperă 71.341 km² (aproximativ 30% din teritoriul național), mai mult decât suprafețele următoarelor state membre UE: Irlanda (aprox. 70.273 km²), Lituania (65.300 km²), Letonia (64.573 km²), Croația (56.594 km²), Slovacia (49.036 km²), Estonia (45.227 km²), Danemarca (42.951 km²), Olanda (41.543 km²), Slovenia (20.271 km²), Belgia (30.528 km²), Cehia (30.450 km²), Cipru (9.251 km²), Luxemburg (2.586 km²), Malta (316 km²). 
Populația zonei montane este de aproximativ 3.270.790 locuitori.
Zona montană din România are în componență 947 localități (30 municipii, 83 orașe și 835 comune).
Zona montană din România are în componența sa circa 3.560 sate și 850.000 gospodării.
Zona montană din România are aproximativ 2,9 mil. ha. terenuri agricole și aproximativ 4 mil. ha. terenuri forestiere.